# ガンダムMk-III
ガンダムMk-III（ガンダムマークスリー、GUNDAM Mk-III）は、雑誌『B-CLUB』で連載された、テレビアニメ『機動戦士Ζガンダム』の派生企画『Ζ-MSV』で設定された「モビルスーツ」（MS）の一つ。
反地球連邦組織「エゥーゴ」の試作ガンダムタイプモビルスーツで、基本的には『機動戦士Ζガンダム』本編に登場するガンダムMk-IIの発展型と設定されている。
本項では、ほかの「ガンダムMk-III」と呼ばれる機体、ガンダムMk-IIIの派生機とされる「ガンダムMk-IV」の解説も記述する。

## 設定の経緯
『機動戦士Ζガンダム』本編でティターンズ側の機体として登場する予定であったが、「MSが多すぎる」との理由から没になった経緯を持つがこの時点でデザイン作業が行われたかは不明。
現在、単に「ガンダムMk-III」という場合は『Ζ-MSV』で設定されたMSF-007を指し、『MS大全集』などの書籍にもこの機体のみが掲載されている。元々はみのり書房発行のアニメ雑誌『月刊OUT』1985年9月号に掲載された藤田一己の記事「Ζワールド 宇宙世紀0087へのアプローチ」において、ガンダムMk-IIから類推したガンダムMk-IIIの想像図として描かれたものであり、これに機体設定とスペックを追加してバンダイ発行の雑誌『B-CLUB』で『Ζ-MSV』として発表したものが現在のガンダムMk-III (MSF-007) である。
その一方で、『Ζ-MSV』よりも先に『モデルグラフィックス』誌では2種類のガンダムMk-IIIが設定されている。これらについては後述するが、そのうちの一つ"イグレイ"も、同じく『月刊OUT』で描かれたガンダムMk-IIIの想像図からデザインされたものである。

## 機体解説
次世代MSの試案として、エゥーゴがティターンズから強奪したガンダムMk-IIを、アナハイム・エレクトロニクス社のフジタ博士が研究した結果、開発された機体である。型式番号の"F"は、フジタ博士の頭文字である。
ガンダムMk-IIのムーバブルフレームの技術はΖ計画に大きな影響をもたらしたが、欠点として構造上の複雑さと機体強度の低さが挙げられた。それに対し、ムーバブルフレームの単純化による機体構造の強化や関節部の改修により、人体に近い運動性を実現した。これにはガンダリウムγをはじめとするアナハイムの材料工学部門なども総動員され、武装や装甲などは機体自体の構造からほぼ完全に独立しており、非常に稼働効率の高い機体として完成している。逆に、脚部のスラスターやバックパックなどは構造的に完璧なオプションとして設計されており、機体強度の限界までスペックが引き上げられている。これはアナハイムが有していたブロック・ビルドアップと、入手したムーバブルフレームを抜本的に融合させた結果である。そのため、ガンダムMk-IIIはバックパックやリアスカートに設置可能なサイズならば、完全にオーバースペックのユニットを装着しても対応可能なキャパシティを有している。
本機のデータを元として、ガンダムMk-IVが開発されている。
武装
ビーム・ライフル
百式およびガンダムMk-IIと同型のエネルギー・パックを使用可能な、デュアルサプライシステムを採用している。2系統のメガ粒子キャパシタを組み合わせたビームドライブ機構を併用することにより、一射で全エネルギーを使い果たすような運用も想定されていた。
ビーム・サーベル
破格の運動性を活かした近接戦闘が可能であるため、専用のデバイスが開発されている。このユニットは、サーベル / ビームガン両モードで使用可能なデバイスと、強力なサーベルのみを形成するデバイスを持つ。
2連装ビーム・キャノン
バックパックに大容量のエネルギーCAPとアクセラレーターを組み合わせたレギュレーターデバイスを搭載し、最大出力で連射しても機体がエネルギーダウンしないよう配慮されている。また、専用の照準システムにより、パイロットはトリガー操作のみに集中できる。
専用シールド
本体と同じ組成のガンダリウム合金製で、裏にエネルギー・パック4基をマウントして携行できる。また、専用ビーム・サーベルを装着したままで使用できるほか、シールドそのものも打突用のアキュートとして使用できる。
デザイン
メカニックデザインは藤田一己。藤田版のガンダムMk-IIを基にデザインされているため、アニメ版のガンダムMk-IIには似ていない。『SDガンダム』では、型式番号を「MSA-007」と表記されたこともある。
バンダイの玩具「リアルタイプガンダムクロス ナイトガンダム」では騎士ガンダムは武者頑駄真悪参の後の姿という設定から、鎧を外すとリアルタイプのMk-IIIになるギミックがあった。また、玩具「GUNDAM FIX FIGURATION」では、フルアーマーガンダムMk-IIIが商品化された。

### フルアーマーガンダムMk-III
バンダイ発行の雑誌『SDクラブ』のメカニックデザイン企画『M-MSV』（大河原邦男コレクション）に登場するエゥーゴの試作MS。
ガンダムMk-IIIのフルアーマータイプである。フルアーマー装備時も未装備時と機体バランスが変わらないように設計されており、ガンダムMk-IIIの特性を殺さずに火力・推力を飛躍的に向上させている。脚部に巨大なビーム砲を持つ特徴的なシルエットであり、両肩にもビーム砲を付けている。メカニックデザインは大河原邦男。

### ガンダムMk-III 8号機
ウェブ小説配信サイト「矢立文庫」の企画『アナハイム・ラボラトリー・ログ』に登場するアナハイム・エレクトロニクス社の試作MS（型式番号：MSF-007）。
数機が製造されたガンダムMk-IIIのうちの1機で、百式の廉価版である耐ビーム・コーティングが施されている。そのほかの仕様は通常のガンダムMk-IIIと同様。百式に続くクワトロ・バジーナの乗機とすることを目指していたため、赤く塗装されている。
エゥーゴへの引き渡しのため、グラナダからサイド2宙域へ小型輸送船を用いて輸送される最中、茨の園跡を航行中にアクシズの強行偵察部隊と接触する。

## 『モデルグラフィックス』誌独自設定のガンダムMk-III
以下の2機種「イグレイ」と「ハーピュレイ」は、『モデルグラフィックス』誌や同誌別冊のムックで設定されたもので、いずれも『Ζ-MSV』より先に型式番号が設定されていた。
これらはムックに詳細な設定が掲載されているものの、『MS大全集』などの資料集には基本的に掲載されておらず、当時の『モデルグラフィックス』の独自設定に留まっている。しかし知名度は高く、限定的に掲載されている例もまた存在する。また、『アナハイム・ラボラトリー・ログ』には、「ティターンズ側で開発されていたガンダムMk-IIIは実戦に投入されることなく終わった」といった旨の記述がある。

### ガンダムMk-III "イグレイ"
地球連邦軍の試作MS。大日本絵画発行の模型雑誌『モデルグラフィックス』1985年11月号が初出で、その後ムック『GUNDAM WARS PROJECT Ζ』に再録、『GUNDAM WARS II MISSION ΖΖ』の「ガンダム開発史」で設定が追加・変更されている。
『PROJECT Ζ』での設定
地球連邦軍キリマンジャロ基地で開発されたガンダムMk-IIのアドバンスド・バージョンで、汎用性よりもペイロードを重視している。試作のみに終わっている。
ティターンズではなく、あくまで地球連邦軍の機体として設定されている。模型作例の肩には「3」のマーキングがあるが、生産数に関する設定はない。
『MISSION ΖΖ』での設定
グリプスから提供されたガンダムMk-IIの設計を基に、地球連邦軍キリマンジャロ基地が開発した機体。宇宙用の高機動スラスター・ユニットを装備し、装甲もガンダリウムγに換装したことで本体重量がMk-IIより軽減され、そのためにオプション兵器パーツをより多く装備できるようになった。
「ガンダムMk-III」の名称は先行して存在していた「RX-272」と同一だが、軍に承認されていないので問題ないとされており、また愛称である"イグレイ"の方が有名であるという。
試作機とデータは開発中にカラバのキリマンジャロ襲撃戦によって全て焼失した。
『MISSION ΖΖ』ではティターンズ・ガンダムの一つとして扱われている。
デザイン
前述の藤田一己によるガンダムMk-IIIの想像図を基に、小田雅弘の手によって製作された。作例の製作にあたり小田がイラストも描いている。作例は明るいトリコロールに塗装されている。元になったデザインが同一であるため、『Ζ-MSV』のガンダムMk-IIIと外見はよく似ているが、それぞれ別の誌面で平行して発表されたものであり、設定上の繋がりはない。

### ガンダムMk-III "ハーピュレイ"
ティターンズの試作可変モビルスーツ。大日本絵画発行の模型雑誌『モデルグラフィックス』1986年2月号が初出で、その後ムック『GUNDAM WARS PROJECT Ζ』に再録されている。この機体も『GUNDAM WARS II MISSION ΖΖ』の「ガンダム開発史」に掲載されているが、デザインや記述の変更が多岐に渡る。
『PROJECT Ζ』での設定
グリプスで開発された対Ζガンダム用の高速可変MS。型式番号の「272」はグリプス基地で12番目に開発されたことを意味する。本機は作戦によって装備を変更する仕様で、装備の異なる1号機から3号機が存在し、1号機が "フリーア"、2号機が "ハーピュレイ"、3号機が "デュライ"、のコードネームで呼ばれた。3号機 "デュライ" はウェイブライディングボードを装備した大気圏突入可能機とされている。
装甲材強度は「ガンダリウム・ベータ級」だという。「ガンダリウムベータ合金の精錬に限界があることから」本機は試作に留まった。
『MISSION ΖΖ』での設定
ガンダムMk-IIに見切りをつけていたフランクリン・ビダンが生前に設計していた次のMS計画を、彼の死後にグリプス基地で受け継いだ機体。ただし設計はギャプランの研究データが使われ、フランクリンの案とは異なる機体となっているという。
作戦に応じた装備変更、装備の違う1号機から3号機が存在するという設定は同様だが、対Ζガンダム用との記述はなくなっている。ガンダリウムγの技術が手に入っておらず、予定性能に達しなかったため、制式採用には至らなかった。スペック表の装甲材は「チタン・セラミック複合材」である。
本書の年表によるとロールアウト時期は0087年5月17日で、同年表にあるΖガンダムの8月21日より早い。ただし、本書記載の年表は現在の『宇宙世紀年表』とは異なっている。
デザイン
デザインが公開されているのは2号機 "ハーピュレイ" のみであるが、このデザインが複数存在する。
もとは影山俊之（景山俊之）による読者投稿で、原型デザインにはギャプランのイメージを残しているとある。これを元に岡本英郎がデザイン・クリンナップを行った。実際の作例では背部のデザインが変わっている。さらに『MISSION ΖΖ』の明貴美加によるイラストではデザインが大きく変更されている。

## その他のガンダムMk-III
以上の他にも、ガンダムMk-IIIの名を持つ機体の設定が存在する。
ガンダムMk-III グーファー
ゲームブック『機動戦士ガンダムΖΖ vol.3「エニグマ始動」』に登場。
連邦軍が量産化したガンダムMk-IIの後継機で、セミモノコックボディを採用。地上戦を重視しつつも汎用性は高い。宇宙世紀0089年中頃にウェールズで発生したティターンズ残党によるクーデターの鎮圧に投入されている。なお、この時点では、連邦軍は自軍が運用するMSをグーファーに統一することを計画していたとされる。
ガンダムMk-III（サイドストーリー・オブ・ガンダム・ゼータ版）
近藤和久の漫画『サイドストーリー・オブ・ガンダム・ゼータ』に登場。
ティターンズが運用しているガンダムMk-IIの後継機と設定されている。ただし本作はアニメ『機動戦士Ζガンダム』とはパラレルワールドにあたる。型式番号はRX-178R（本機に限らず、本作登場の型式番号はほとんどが独自のものである）。デザインは少々アレンジされているが、『Ζ-MSV』のものに準じている。

## ガンダムMk-IV
ゲーム『SDガンダム GGENERATION-ZERO』のオリジナルMSとして登場。カラバへの対抗政策を進めていたティターンズが、アナハイム・エレクトロニクス社から入手したMSF-007 ガンダムMk-IIIのデータを元にしてオーガスタ研究所に開発させた。その折にはフジタ技研から来たスタッフが関与している。 当時オーガスタ研究所で実験中だった遠隔誘導端末インコムを試験的に装備している。また、インコムの採用・実用化は後続のガンダムMk-Vによって行われ、本機はその礎を築いた機体とされる。
後述する『コミックボンボン』でのデザイン公募結果発表ページには、応募ハガキの内容を基に「重要拠点への潜入や偵察が得意な超高機動のMSだ。」と記載されている。
主な武装
インコム
有線式のオールレンジ攻撃用兵器。バックパック上部左側に装備されている。
ビームサーベル
バックパック上部右側に備えられている。
デザイン
メカニックデザインは石垣純哉。デザインに際しては『コミックボンボン』において一般公募が行われ、結果発表では優秀作二つの合作であるとするデザインが当選作品とともに誌面上に掲載された。しかし、後に石垣純哉は自身のTwitter上で「Mk-IIIとMk-Vを繋ぐ機体」をオーダーされたため二機の中間的な機体をデザインしたとしており、公募企画との関係を否定している。『コミックボンボン』での公募結果発表ではリアル頭身の画稿の一部が掲載されたが、後にカラーイラストを含めた全身の画稿が公表されている。

### ウェアヴォルフ
漫画『機動戦士ガンダム ウェアヴォルフ』に登場。
ガンダムMk-IVをもとにした実験機であり、「ガンダム」とも呼ばれ、コックピットのモニターには "GUNDAM W.W." と表示されている。原型機とは両肩と腰部のアーマーが異なり、顎部にガンダムMk-Vに似たチンガードが追加されているが、武装は同一で、インコムも装備している。カラーリングは濃淡グレーを基調とし、アクシズ将兵からは「漆黒の魔狼」などと形容される。パイロットの精神に何らかの作用を及ぼしている描写がされている。
宇宙世紀0087年10月17日、ゼブラゾーンでの性能評価試験のためティターンズ特務部隊のペガサス級強襲揚陸艦「ヘカーテ」に搭載されるが、エゥーゴMS隊との交戦により艦が月軌道外縁で宇宙漂流となる。その後アクシズMS隊の攻撃を受け、テスト・パイロットのラセッド・グレンドン中尉が無断で搭乗し出撃、ガザCとガルスJを1機ずつ撃破し帰投する。しかし、ラセッドはコックピット内部で何者かによって殺害されていた。
その後、「現場検証」のために補欠パイロットのレト・シーアが哨戒出撃の名目で整備士のマカミ・タルボットとともに搭乗するが、アクシズの騎士クラート・ニクスのギャン改の襲撃に遭い、ふたりとも気を失う。しかし、パイロット不在の状況で覚醒、それまでとは異なる圧倒的な力を見せつけ撤退に追い込む。
また、ラセッド殺害の犯人として追い詰められたロビソン・シュライカー大尉が本機を強奪し、レトが搭乗したペイルライダーD IIと交戦。圧倒するも、ロビソンがコックピット内部でラセッドの幻影に悩まされ、その隙にビーム・ジャベリンのひと突きをコックピットに受け戦死する。

### その他のガンダムMk-IV
ガンダムMk-IV B（ガンダムマークフォービー、GUNDAM Mk-IV B）
雑誌企画『ウィリアム・A・ブリッジマンの手記』（秋田書店のアニメ雑誌『マイアニメ』1985年10月号に掲載）に登場する、エゥーゴの試作可変MS。
Ζガンダムのプロトタイプの一つ。変形に10分の時間を要したといい、Ζガンダムの開発が困難を極めたことを物語っている。数度の試験の後に解体され、本機を基にΖガンダムの最初の試作機であるΖガンダムMk-I Aが開発された。
メカニックデザインは小林誠。